# Renealmia concinna
Renealmia concinna là một loài thực vật có hoa trong họ Gừng. Loài này được Standl. miêu tả khoa học đầu tiên năm 1927.